# 李述德
李述德（1951年11月29日—），生於臺灣臺北市，中華民國財政部基層官僚出身，在財政部國庫署升至副署長，曾任財政部高雄市國稅局局長、臺北市政府財政局局長、臺北市政府秘書長、中華民國財政部部長。

2017年10月遭檢方起訴在擔任大巨蛋案甄審委員時涉嫌圖利遠雄及偽造文書求刑10年、判刑9年。
2022年10月28日台北地方法院作出一審判決，依犯貪污治罪條例第6條第1項第4款之圖利罪，處有期徒刑9年，褫奪公權5年。可上訴。

## 涉嫌圖利罪行
李述德被臺北地檢署起訴並求刑10年。
根據檢察官2017年10月31日起訴書：

1. 違法議約部分─李述德放寬遠雄在大巨蛋營運資產及地上權變更條件，另外違約金也由每日10萬、懲罰性違約金千分之30，放寬為2次未改善才開罰，並減少罰款為每日5萬元、千分之10為上限。同一缺失違約金上限更由900萬降至300萬。
2. 大巨蛋權利金圖利30億元─2003年大巨蛋公告申請須知明訂權利金為「申請人按營業收入百分比計收」。 前10次議約會議雙方都共識要付權利金，但在2004年9月20日趙藤雄帶著親信拜會馬英九密會30分鐘，3天後，2004年9月23日李述德在第十一次議約會議錄音檔稱，「我們這條就照9月20日的協商結論……因這是重大議題，所以特別由遠雄董事長跟市長親自見面，做一些溝通後大家有共識」、「府裡高層認為乾脆這部分（指權利金）就不提」，李述德免除大巨蛋權利金，涉嫌圖利遠雄至少30億元。
3. 北檢調查，李述德在議約會議中，經北市府法規會人員及委任顧問公司人員多次反對，並提醒該約款變更恐違法造成招標不公平競爭，但李述德仍堅持採用遠雄巨蛋聯盟的主張，使台北市政府對地上權及營運資產的控管機制門戶洞開。

當李述德被約談到案時，則自認虛構捏造市府高層己與遠雄會，並做成不收取營運權利金的部分，還說當天他講話比較誇大，辯稱那是談判的方式。
李述德財政部部長任內還主導大巨蛋弊案兆豐金銀行團聯貸案找前長官王榮周主政。
檢方認為，李述德不僅不提高違約金門檻，還降低金額，使遠雄每次違約時能減免支付600萬元違約金，北市府因而淪為紙老虎，無法有效監督及要求大巨蛋的施工及營運品質。
檢方也認為，馬英九市長任內共簽署23份大巨蛋公文，且大巨蛋甄審委員共17人，馬排除幕僚提報的委員建議名單，自行欽點3名委員，一度質疑李一肩扛起的辯詞有所保留，後續將調查馬是否為議約案幕後影武者。
全案經8個月持續調查後，北檢認為依目前所掌握的事證，尚難推斷馬英九涉及圖利，所以將馬英九簽結。

### 其他指控
台北市議員黃珊珊認為李述德曾說大巨蛋可作為綜合體育館與棒球場，非常詭異。
立法委員黃國昌稱有第一銀行員工指稱獵雷艦案慶富向第一銀行借貨過程，時任財政部長的李述德曾與第一銀行董事蔡慶年會面，而蔡慶年否認。

## 被提名為台塑化獨任董座
2018年6月4日台塑集團底下的台塑石化公司將召開股東會改選獨董，有2席分別是證管會前主委張昌邦、現任中華電信董事長鄭優，兩人連任已超過3屆。新的一席則是由馬英九愛將，也是前財長李述德所擔任，取代了台銀前董事長、國民黨中評委羅際棠。
在股東會之前，台塑化上傳了今年董監改選候選人名單，李述德的名字因此曝光，引發外界關注。對此，李述德也親自證實出任獨董一事。
不過，李述德在庭訊中主張自己無罪，否認圖利遠雄，並強調當時雖然他是甄審委員會主席，但不是他一人能決定。對於外界此次質疑他身陷大巨蛋弊案還出任獨董，李述德也澄清，「一切符合規定」、「接任董事和大巨蛋案無關」。
| 中華民國政府職務                   | 中華民國政府職務                                  | 中華民國政府職務 |
| ---------------------------------- | ------------------------------------------------- | ---------------- |
| 行政院                             |                                                   |                  |
| 前任： 李瑞倉（代理） 正任：何志欽 | 財政部部長 第二十八任 2008年5月20日－2012年2月6日 | 繼任： 劉憶如    |